# Metalocalypse
Metalocalypse este un serial de animație comică transmis de Adult Swim ce îi are ca protagoniști pe membrii unei trupe fictive de Death Metal - Dethklok.
Regia este realizată de Brendon Small , iar serialul conține 2 sezoane a câte 26 de episoade. Prima dată a fost difuzat pe 4 august 2006.
Formația este alcătuită din : William Murderface, Skwisgaar Skwisgelf, Nathan Explosion, Pickles și Toki Wartooth.
Cele mai cunoscute melodii sunt :
- Dethklok Theme
- Thunderhorse
- Blood Ocean